# Heather Segal
Heather Mary Hope Segal (Lancashire, 25 luglio 1931 – 2006) è stata una tennista bermudiana.

## Biografia
Nata in Gran Bretagna ma cresciuta sull'isola di Bermuda, ha rappresentato questa nazione per la maggior parte della sua carriera. Si è sposata una prima volta nel 1952 con William Jefferson Brewer e una seconda volta con il collega sudafricano Abe Segal nel 1957, in entrambe le occasioni è scesa in campo usando il cognome da coniugata e nel caso di Segal ha pure rappresentato la nazione del marito.

## Carriera
In singolare ha raggiunto due semifinali sulla terra del Roland Garros, la prima nel 1955 sconfitta da Angela Mortimer e la seconda nel 1958 dove si è arresa a Zsuzsa Körmöczy, è avanzata fino alle semifinali di Wimbledon 1954 nel doppio insieme a Kay Hubbell e fino ai quarti del doppio misto a Wimbledon 1957 in coppia con la giapponese Kosei Kamo.
Ha disputato due finali ai Campionati Internazionali di Sicilia perdendo quella del 1956 contro Althea Gibson e trionfando due anni dopo sulla messicana Yola Ramírez, nella stessa stagione ha conquistato lo Swedish Open.